# Beate Neumeier
Beate Neumeier (* 1955) ist eine deutsche Anglistin und Professorin für Englische Literaturwissenschaft an der Universität zu Köln. Ihre Forschungsschwerpunkte sind die englische Renaissance, das englischsprachige Theater, postkoloniale Studien und Gender Studies.
Sie studierte Anglistik, Amerikanistik und Germanistik an den Universitäten Würzburg und Manchester und promovierte 1984. 1999 wurde sie habilitiert.
Sie war Professorin in Würzburg und Potsdam, sowie Gastprofessorin an der Vanderbilt University in Nashville, Tennessee, und an der University of Mississippi in Oxford, Mississippi.
Sie leitet das Centre for Australian Studies & Gender Forum. Außerdem war sie von 2016 bis 2023 Vorsitzende der Gesellschaft für Australienstudien.

## Werke
- [mit Elisabeth Bronfen]. Gothic Renaissance. Manchester: Manchester UP, 2014, ISBN 978-0719088636
- [mit Kay Schaffer]. Decolonizing the Landscape: Indigenous Cultures in Australia. Cross-Cultures Series. Amsterdam: Rodopi, 2014, ISBN 978-9042037946
- Dichotonies. Gender and Music (American Studies - a Monograph Series). Universitätsverlag Winter 2009, ISBN 978-3825357016
- Engendering Realism and Postmodernism: Contemporary Women Writers in Britain (Postmodern Studies). Editions Rodopi B.V. (Oktober 2001), ISBN 9042014377
- Wahnsinn und Weiblichkeit im Drama der englischen Renaissance. (Habilitationsschrift 1993)
- Spiel und Politik: Aspekte der Komik bei Tom Stoppard (Promotionsschrift 1984)